# Johannes Hevelius

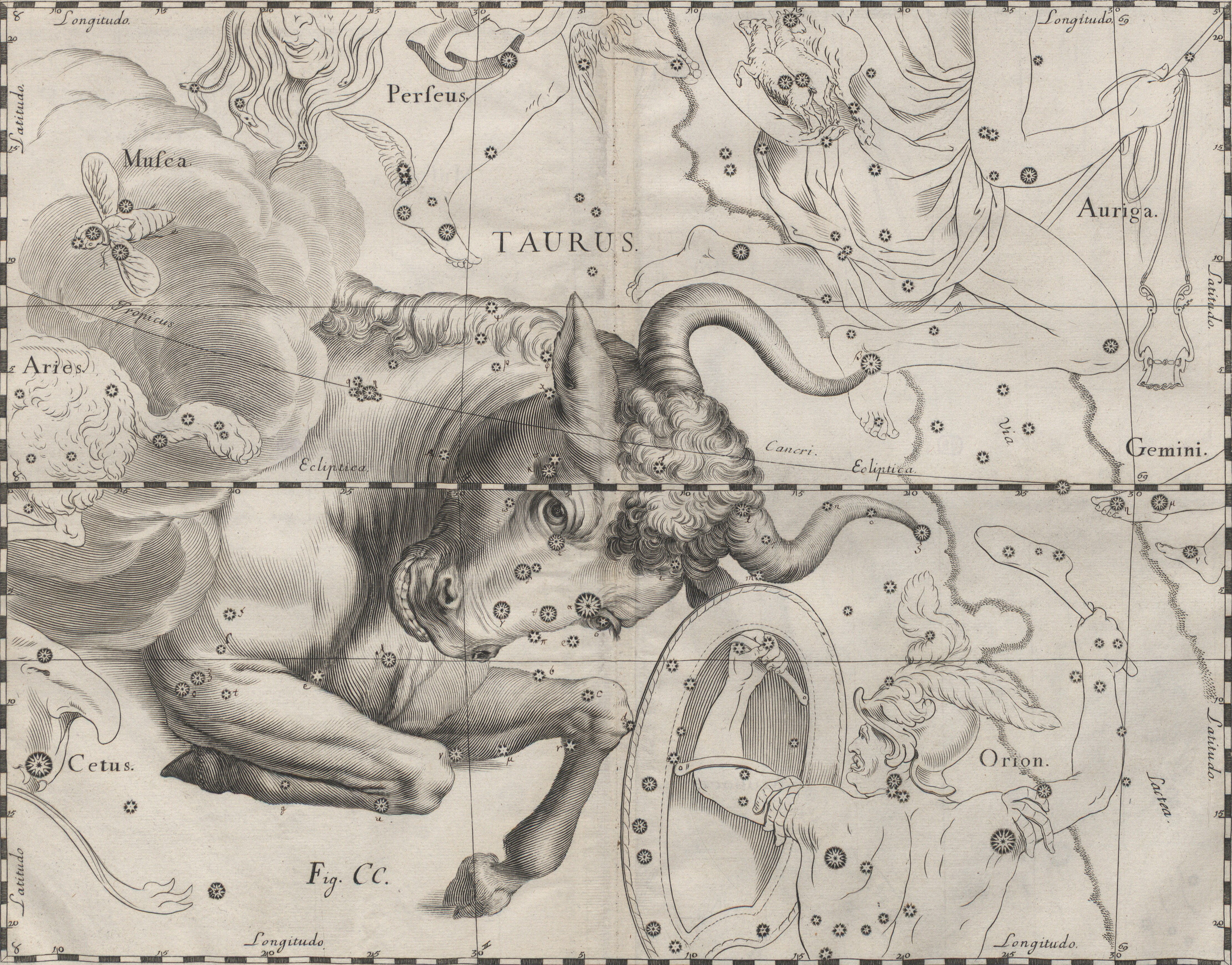
Taurus (Johannes Hevelius)

Johannes Hevelius, pol. Jan Heweliusz (28. ledna 1611 Gdaňsk – 28. ledna 1687 tamtéž) byl gdaňský astronom, pivovarník a po dlouhá léta člen tamější městské rady. Je považován za zakladatele lunární topografie.

## Život
Narodil se roku 1611 v Gdaňsku, přímořské metropoli tehdejší Republiky obou národů (Regnum Poloniae Magnusque Ducatus Lithuaniae), do rodiny bohatých pivovarníků. Roku 1630 vystudoval právo na Leidenské univerzitě (Rijksuniversiteit Leiden) a o rok později se vydal na cestu Evropou, během níž navštívil mj. Paříž a Londýn. V roce 1634 se usadil ve svém rodném městě, kde působil jako pivovarník a člen městské rady.
Od roku 1639 se stala jeho hlavním zájmem astronomie. V té době však stále zastával funkci gdaňského rádce, jež se zabýval soudnictvím a zdravotnictvím. V roce 1641 na svém domě postavil hvězdárnu, kterou vybavil výbornými přístroji, včetně vlastnoručně zhotoveného dalekohledu bez tubusu s ohniskovou vzdáleností 45,7 m. 29. ledna 1660 ji navštívil polský král Jan Kazimír II. Vasa s královnou Ludovikou Marií Gonzagovou.
Hevelius pozoroval sluneční skvrny, objevil libraci Měsíce a mezi lety 1642–1645 se věnoval mapování měsíčního povrchu. Výsledky mapování publikoval v díle Selenographia (1647). Objevil čtyři komety (v letech 1652, 1661, 1672 a 1677; kometa z roku 1661 je pravděpodobně totožná s kometou Ikeya-Zhang) a také navrhl myšlenku, že podobná tělesa obíhají po parabolických drahách okolo Slunce. V atlase nebe Firmamentum Sobiescianum (1690; titul na počest Jana Sobieského) zavedl a pojmenoval jedenáct nových souhvězdí, z nichž sedm bylo přijato mezi oficiální.
26. září 1679 Heveliovou hvězdárnu, přístroje a knihy zničil požár. Tuto katastrofu popsal v předmluvě k dílu Annus climactericus z roku 1685. Rychle obnovil škody, aby mohl pozorovat Velkou prosincovou kometu roku 1680. Při požáru však utrpěl šok a jeho zdraví se zhoršilo. Zemřel v den svých 76. narozenin, 28. ledna 1687.

## Dílo
Mezi Heveliovy práce patří:
- Selenographia (1647) – výsledky čtyřletého pozorování Měsíce (mapa a podrobný popis měsíčního povrchu) a Slunce (téma slunečních skvrn); až do 19. století byla základním studijním materiálem pro selenologii;
- Dissertatio de nativa Saturni facie (1656) – práce pojednávající o skutečné podobě Saturnu (prstence ovšem Hevelius nezahlédl);
- Mercurius in Sole visus (1662) o přechodu Merkuru;
- Historiola Mirae (1662), ve které pojmenoval periodickou proměnnou hvězdu Mira Ceti názvem Mira (Překrásná);
- Prodromus cometicus (1665);
- Cometographia (1668) – souhrn poznatků ohledně komet;
- Machina coelestis (první část 1673, druhá část 1679) – popis Heveliových přístrojů;
- Annus Climactericus (1685) – zahrnuje pozorování Mira Ceti;

Posmrtně v roce 1690 byly vydány:
- Prodromus astronomiae – v 17. století nejpřesnější seznam hvězd: 1 564 objektů;
- Firmamentum Sobiescianum, sive Uranographia – atlas nebe, ve kterém zavedl jedenáct nových souhvězdí, z nichž sedm (Ještěrky, Lištičky, Malého lva, Honicích psů, Rysa, Sextantu a Štítu Sobieského) bylo přijato mezi oficiální;